# Истината за Орфей
„Истината за Орфей“ е български документален филм на режисьора Стилиян Иванов от 2008 г.
Оператор на филма е Мирослав Евдосиев, а премиерата му е през 2008 г. в София. Консултанти на филма са проф. Валерия Фол, проф. Николай Овчаров, Георги Китов, проф. Богдан Богданов, проф. Иван Маразов. В игралната част на филма участват Тони Петров в ролята на Орфей и балерините от балет „Дива“. Филмът е продуциран от „Додо филм“ и ITV partner.
Филмът разказва за живота на легендарния певец и музикант Орфей. Показват се множество археологически обекти и артефакти, доказващи, че в основите на европейската цивилизация стои не само ценностната система на Древна Елада, но и тракийската култура. Изследват се множество писмени извори за музиканта. Изгражда се и образът на Орфей, който не е просто велик музикант, но и учител, реформатор, просветител, предвестник на християнството.
Целият период за реализиране на проекта е повече от 2 години. Филмът е сниман в 14 държави, в които режисьорът заснема музейни артефакти и археологически разкопки, свързани с Орфей и орфизма. Филмът продава 20 000 копия на DVD. Прожектиран е не само в България, но и в Турция и Индия. Американска филмова компания забелязва проекта и откупува правата му, като поръчва на режисьора да разшири филма, превръщайки го в трилогия.